# روبرت جمسون فان دي غراف
روبرت جمسون فان دي غراف (بالإنجليزية: Robert Jemison Van de Graaff) عالم فيزياء أمريكي وُلد 20 ديسمبر 1901 وتُوفي 16 يناير 1967، عُرف بجهازه لتوليد الكهرباء الساكنة الـفان دي غراف. عمل أستاذًا في جامعة برنستون ومعهد ماساتشوستس للتقنية.

## التعليم
- حصل على درجة البكالوريوس عام 1922 في جامعة ألاباما
- حصل على درجة الماجستير في قسم الهندسة الميكانيكية عام 1923 في جامعة ألاباما
- كان من طلاب ماري كوري عام 1925 في السوربون
- حصل على درجة الدكتوراة في الفلسفة في قسم الفيزياء عام 1928 في جامعة أكسفورد